# Ansonia infernalis
Ansonia infernalis — вид жаб родини ропухових (Bufonidae). Описаний у 2022 році.

## Етимологія
Видова назва infernalis з латинської мови означає «пекельний» і пов'язана з яскраво-червонувато-помаранчевим забарвленням кінцівок і боків, які нагадують полум'я пекла.

## Поширення
Ендемік Таїланду. Відомий лише у типовому місцезнаходженні — горах Накхонсітхаммарат в провінції Накхонсітхаммарат на півдні країни.